# Tipula (Microtipula) jordanensis
Tipula (Microtipula) jordanensis is een tweevleugelige uit de familie langpootmuggen (Tipulidae). De soort komt voor in het Neotropisch gebied.